# Hollowell (Northamptonshire)
Pour les articles homonymes, voir Hollowell.
Hollowell est une paroisse civile et un village du Northamptonshire, en Angleterre.